# Ford Shelby Cobra Concept
La Ford Shelby Cobra Concept, chiamata anche Ford Shelby Cobra, è una concept car realizzata dalla casa automobilistica statunitense Ford e presentato al North American International Auto Show del 2004 a Detroit. La Cobra Concept è una roadster ispirata all'originale AC Cobra del 1961.

## Descrizione
Il team di Ford Advanced Product Creation ha progettato e costruito la concept in cinque mesi. Il progetto è stato guidato da Manfred Rumpel. Il design ricorda quello della AC Cobra MkI.
Il concept è dotato di un motore V10 interamente in alluminio, con cilindrata di 6,4 litri, in grado di produrre 645 CV (481 kW) a 6.750 giri/min e 679 Nm di coppia a 5.500 giri/min, rendendolo uno dei motori più potenti costruiti dalla Ford. Il sistema di lubrificazione è del tipo a carter secco, che trasferisce l'olio da sotto al motore a un serbatoio esterno attraverso una pompa, senza ausilio di una coppa.
Il telaio della Shelby Cobra Concept era basato sul telaio in alluminio utilizzato sulla Ford GT ed è stato modificato per adattarsi al posizionamento anteriore-centrale della concept car. Molte parti della GT sono state adattate e mutuate per la Cobra, come le sospensioni e diversi componenti del telaio. Nonostante condivida grandi porzioni di telaio con la Ford GT, la Shelby Cobra concept è 0,61 m più corta e ha un passo di 180 mm più corto della GT.
Sebbene la concept fosse mirata a far rivivere il design dell'AC Cobra, è molto diverso dall'originale. Tuttavia, il design ha molte caratteristiche esterne comuni, come la grande apertura della griglia, prese d'aria laterali e grandi passaruota.

## Riconoscimenti
- International Design Excellence Awards (IDEA)  2004[5]